# Botchawo
Botchawo (ou Botchao) est une (ou deux) localité(s) du Cameroun située(s) dans l'arrondissement de Bogo, le département du Diamaré et la région de l’Extrême-Nord. 

## Population
En 1975, Borei-Botchawo I comptait 261 habitants, dont 206 Peuls et 55 Massa.
Borei-Botchawo II comptait 159 habitants, dont 129 Peuls et 30 Massa.
Lors du recensement de 2005, Botchawo I comptait 759 habitants et Botchawo II, 366.